# E313号線
E313号線 (E313ごうせん、英: European route E313)は ベルギー国内にある欧州自動車道路のBクラス幹線道路。
アントウェルペンを基点にリエージュまでを結ぶ。

## 経路
- ベルギー
  - E17号線,E19号線,E34号線 - アントウェルペン
  - E25号線,E40号線,E46号線,E35号線 - リエージュ